# Sagittarius (amerikansk musikgrupp)
Sagittarius var en amerikansk fiktiv musikgrupp som egentligen var ett studioprojekt lett av producenten och låtskrivaren Gary Usher. Projektet döptes efter hans stjärntecken, skytten.
Usher blev en framgångsrik producent under det tidiga 1960-talet, bland annat för några av The Beach Boys låtar. När han fick jobb som producent på Columbia Records försökte han hitta någon artist som ville spela in låten "My World Fell Down". Efter att ha frågat Chad & Jeremy som tackat nej till låten bestämde sig Usher för att göra en egen inspelning. Han tog in anonyma studiomusiker, samt Glen Campbell som anonymt sjöng huvudstämman på låten. Bruce Johnston från Beach Boys och Terry Melcher medverkar på kör. Låten blev en mindre hitsingel och nådde #70 på Billboard Hot 100-listan. I Frankrike blev den en större framgång och nådde placering #32. Låten påminner mycket om den musik Beach Boys gjorde under åren 1966-1967.
När singeln blev framgångsrik började Usher tillsammans med sångaren Curt Boettcher arbeta på ett album under namnet Sagittarius. En till singel, "Hotel Indiscreet" släpptes utan framgång och det kommande albumet Present Tense som släpptes 1968 blev inte heller någon hit. Albumet bestod av barockpop och psykedelisk pop. Usher kom att släppa ett till album under artistnamnet Sagittarius 1969 på det egna bolaget Together Records, och en av dess singlar, Beach Boys-covern "In My Room" lyckades nå listplacering (#86) på Billboard Hot 100.
"My World Fell Down" togs på 1970-talet med på samlingsalbumet Nuggets: Original Artyfacts from the First Psychedelic Era, 1965–1968 där inflytelserik garagerock och psykedelia samlats.

## Diskografi, album
- Present Tense, 1968
- The Blue Marble, 1969